# Desaparición de Lauren Spierer

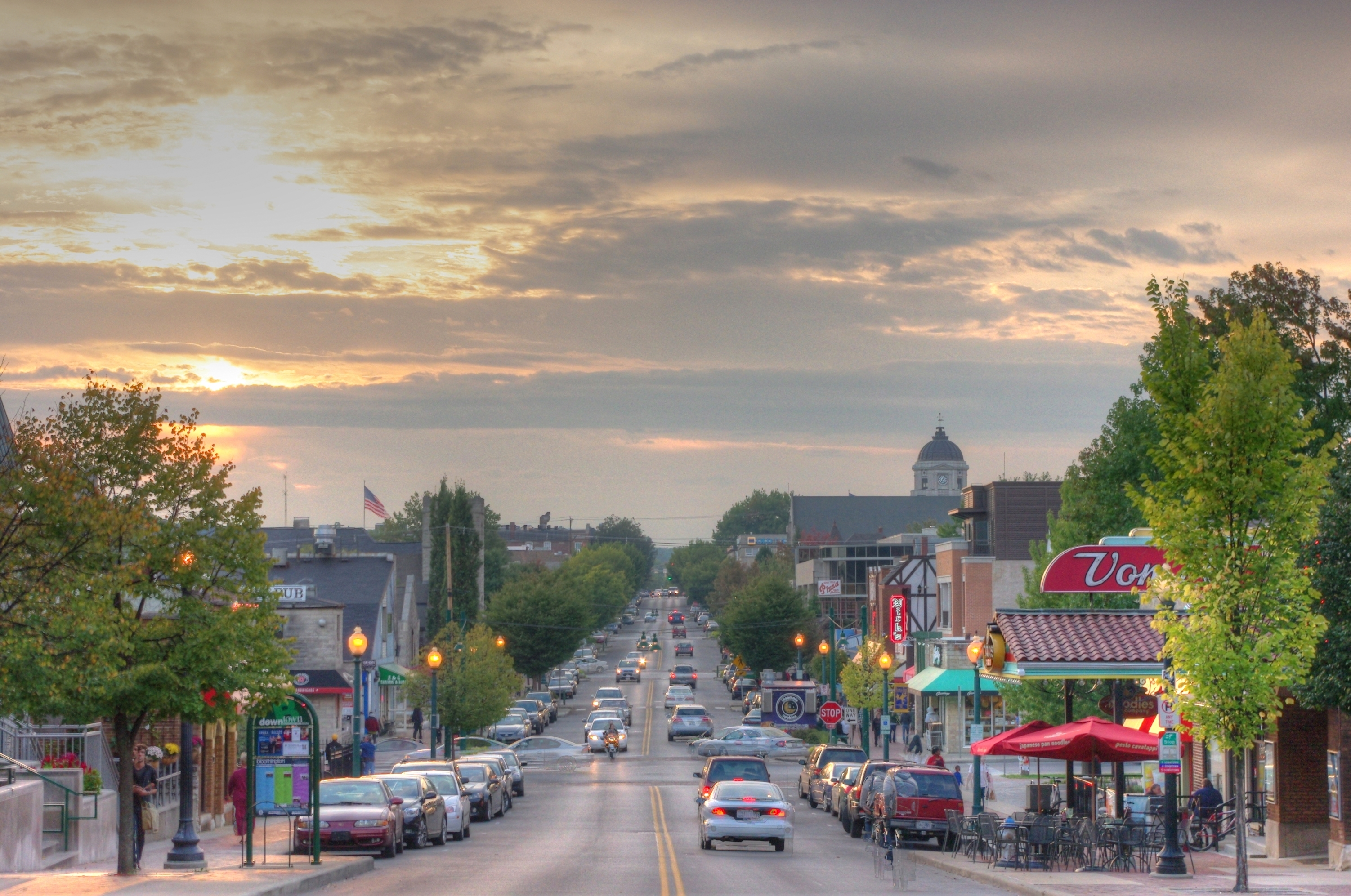
Calle central en Bloomington.

Lauren Spierer (Scarsdale, Nueva York; 17 de enero de 1991) era una mujer estadounidense que desapareció la noche del 3 de junio de 2011, a los 20 años, en Bloomington (Indiana). En ese momento, estaba matriculada en la Universidad de Indiana, donde estudiaba comercialización de productos textiles. Su desaparición generó una cobertura mediática a nivel nacional.
Antes de su desaparición, Spierer, criada en una familia judía, había formado parte activa de la comunidad judía de la Universidad de Indiana, llegando a pasar las vacaciones de primavera de 2010 en Israel plantando árboles con un visado expedido por el Fondo Nacional Judío. Spierer conoció a su novio Jesse Wolff y su amigo Jay Rosenbaum años antes en Camp Towanda, un campamento de verano en Pensilvania. Fue allí donde también conoció a varios futuros compañeros de la Universidad, que más tarde se convertirían en su círculo de amigos cuando ingresó en 2009.

## Desaparición
La noche en que desapareció, madrugada del viernes 3 de junio de 2011, Spierer había salido de copas con unos amigos por Bloomington (Indiana). Su novio Jesse Wolff no la acompañó aquella noche. Ambos estuvieron mensajeándose un tiempo antes de que Wolff decidiera irse a la cama. Según los testigos, Spierer había bebido demasiado y se encontraba en un estado de alcoholismo perjudicial. Dada su desaparición, cuando comenzó la investigación, la policía de Bloomington usó diversas imágenes de vídeo vigilancia y declaraciones de testigos para crear una línea de tiempo del paradero de Spierer antes de su desaparición.

### Línea de tiempo
- 0:30 horas: Los testigos informan que Spierer salió de su domicilio con un amigo llamado David Rohn. Ambos se marcharon hasta donde vivía Jay Rosenbaum donde se encontraron con el vecino de Rosenbaum, Cory Rossman.[11]
- 1:46 horas: Se ve a Spierer entrando en el bar deportivo Kilroy's.[11]
- 2:27 horas: Spierer abandona en local en compañía de Rossman. Lauren dejó su teléfono celular y zapatos en el bar. Se había quitado los zapatos cuando salió al patio cubierto de arena. Rossman caminó con Spierer hasta su complejo de apartamentos.[8][11]
- 2:30 horas: Se ve a Spierer entrando en los apartamentos Smallwood Plaza, donde se encuentra su residencia. Un transeúnte llamado Zach Oakes notó su nivel de embriaguez y le preguntó si estaba bien.[8][11][12]
- 2:48 horas: Tras salir de los apartamentos, Spierer y Rossman entran en un callejón ubicado entre College Avenue y Morton Street. Las cámaras de seguridad de los apartamentos cercanos muestran cómo salen del mismo tres minutos más tarde (2:51). Las llaves y el bolso de Spierer (no así el móvil) fueron encontrados a lo largo de esta ruta a través del callejón. Spierer y Rossman llegaron al departamento de Rossman poco después. Michael Beth, el compañero de cuarto de Rossman, estaba en el cuarto. Rossman estaba muy intoxicado y tropezando, llegando a vomitar en la alfombra. Beth declaró que escoltó a Rossman a la cama. Luego trató de persuadir a Spierer para que se durmiera por su propia seguridad. Afirmó que Spierer dijo que quería regresar a su propio departamento.[8][11]
- 3:30 horas: Beth trató de llamar a Rosenbaum para que cuidara de Spierer. Beth dijo que Spierer trataba de persuadirle para que bebiera con ella en su domicilio. Eventualmente fue al departamento de Rosenbaum, donde observó un hematoma debajo de su ojo, presumiblemente por una caída aquella noche. Ella le dijo que no sabía cómo se había magullado. Se hicieron dos llamadas desde el teléfono de Rosenbaum poco antes de que se informara que ella se había ido. Rosenbaum dijo que Spierer hizo ambas llamadas, una a Rohn y otra a otro amigo. Ninguno de los dos respondió, y no quedaron mensajes.[8][11]
- 4:30 horas: Rosenbaum informa que Spierer sale del departamento. Este es el último momento reportado de ella. La última vez que se ve a Spierer es en la intersección de 11th Street y College Avenue, en dirección sur hacia College. Fue vista por última vez descalza, con polainas negras y una camisa blanca.[8][11]
- Momento indeterminado: Varias horas más tarde, durante la jornada del viernes 3 por la mañana, Wolff trata de llamar al móvil de Spierer. Le contesta un empleado del bar Kilroy's, donde Lauren había dejado el móvil. Wolff informa que Spierer había desaparecido.[13]

## Investigación
Durante el mes de agosto de 2011, la policía realizó una búsqueda de nueve días en el vertedero de Sycamore Ridge en Pimento (Indiana) en busca de pistas sobre la desaparición. El vertedero recogía la basura de Bloomington, por lo que era un punto clave en la investigación que llevó la Policía de Bloomington, a la que se sumó la policía de la Universidad de Indiana y la delegación del FBI en el estado. Hasta el 24 de mayo de 2013, los investigadores habían recibido 3.060 consejos sobre la desaparición de Spierer, 100 de ellos recibidos durante el primer semestre de 2013.
El 28 de enero de 2016, el FBI realizó una redada en una casa en Martinsville (Indiana), a unos 30 km al norte de Bloomington, que pertenecía a un conocido exhibicionista de la zona. Los investigadores analizaron también un granero cercano a la propiedad después, pero no pareció encontrarse nada significativo. Los investigadores remolcaron un camión blanco de la propiedad. El camión pudo estar conectado con Justin Wagers, de 35 años, que vivió allí con su madre y su padrastro hasta su último arresto. Los investigadores registraron la propiedad con perros cadáveres, lo que indicaba evidencia potencial. Los antropólogos realizaron una excavación, pero no encontraron nada.

## Especulaciones del caso
Numerosas teorías surgieron al respecto de lo que le pudo pasar a Lauren Spierer la noche de su desaparición. Sus propios padres llegaron a declarar que Lauren había fallecido. Por el nivel de toxicidad que llevaba, también se pudo sugerir que había consumido drogas mientras se encontraba en el bar. "Sentimos que alguien podría haber puesto algo en su bebida en Kilroy's", dijo Robert Spierer. La familia Spierer ha expresado sospechas sobre los hombres con los que estuvo esa noche y sobre su novio, ya que se negaron a tomar parte de las pruebas poligráficas de la policía y contrataron abogados poco después de la desaparición de Spierer. Si bien los padres no hicieron ninguna acusación específica, sí creen que los dos saben más de lo que le han dicho a la policía.
Los hombres respondieron que habían tomado polígrafos administrados en privado, así como uno del FBI. Como no confían en la policía de Bloomington, dicen, han contratado abogados.
Con respecto al nivel de intoxicación de Spierer, los amigos y el novio de Spierer dijeron a la policía que había ingerido drogas además de alcohol la noche anterior a su desaparición. La madre de Wolff alegó que se le pidió a Spierer que abandonara el campamento de verano donde conoció a su hijo y Rosenbaum años antes debido al uso de drogas. "Esta pobre niña no está con nosotros hoy debido a su abuso de drogas", dijo Nadine Wolff.
Rosenbaum dijo a los investigadores que Spierer consumió alcohol, inhaló cocaína y tomó algunas pastillas de clonazepam esa noche. La rara afección cardíaca de Spierer (Síndrome del QT largo) se sumaba al peligro del consumo de drogas. La policía abordó los rumores que implicaban que Spierer pudo haber tenido una sobredosis y que aquellos que la hubieran podido secuestrar escondieran su cuerpo para evitar cargos criminales.
Bo Dietl, un investigador privado contratado por la familia Spierer, expresó sus dudas por una posible muerte por sobredosis como motivo suficiente para ocultar su muerte. Citó la prevalencia del abuso de drogas en el campus de la Universidad, donde muchos alumnos compraban "marihuana, cocaína, alcohol, píldoras [...] Quiero decir, está por todas partes. Así que ese no puede ser el motivo detrás de esto".
El 2 de septiembre de 2010, nueve meses antes de su desaparición, Spierer fue arrestada por estado de embriaguez en la vía pública y por consumo de sustancias ilegales. Después de su desaparición, la policía encontró una "pequeña cantidad de cocaína" en su habitación.

### Síndrome de la mujer blanca desaparecida
La gran cobertura mediática que generó la desaparición de Lauren Spierer acabó siendo otro ejemplo del denominado síndrome de la mujer blanca desaparecida, un fenómeno en el que los medios de comunicación se centran y cubren de una manera desproporcionada el caso de una persona desaparecida que sean mujeres blancas, jóvenes y de clase media-alta. El periódico universitario de Indiana publicó una historia que documentaba la disparidad entre su propia cobertura de la desaparición de Spierer y su cobertura de otra desaparición local, una mujer llamada Crystal Grubb (que no era estudiante de la Universidad). Grubb, de 29 años, también era caucásica, pero provenía de una familia de clase trabajadora en la que muchos familiares tenían antecedentes penales. Después de la desaparición de Grubb en 2010, el periódico estudiantil publicó un total de siete historias sobre el caso en comparación con varios artículos de primera plana y la amplia presencia de voluntarios y la conciencia nacional sobre el caso Spierer. Un conocido de Grubb comentó: "Cuando Crystal desapareció, fue en el periódico como una vez. Por la desaparición de Spierer, todos están aquí y hay carteles por todas partes, gente caminando. Definitivamente nada de eso se le dio a Crystal. No quiero decir es porque era de una clase económica más baja, pero eso es lo que me parece".

## Demanda civil
Los padres de Lauren Spierer presentaron una demanda civil contra Cory Rossman, Jay Rosenbaum y Michel Beth. La demanda acusó a los hombres de negligencia, alegando que Rossman y Rosenbaum le suministraron alcohol a Spierer después de que ella ya estaba "visiblemente intoxicada", y luego descuidaron asegurar que regresara a salvo a su departamento, lo que probablemente condujo a su muerte. La familia declaró esperar que la demanda condujera a que los hombres presenten más información sobre lo que ocurrió esa noche. "Realmente no creo que haya sido un secuestro aleatorio, creo que alguien que Lauren conocía fue el responsable de los eventos de esa noche", dijo Charlene Spierer. Sus padres también le dijeron a Katie Couric, cuando fueron entrevistados en su programa de la ABC en diciembre de 2012, que solo uno de los hombres había acordado reunirse con ellos. Como parte de la demanda, los padres de Spierer citaron teléfonos privados y registros académicos que abarcaban 134 días antes y después de la noche en que su hija desapareció, un movimiento que los hombres han llamado una "expedición de pesca". Ninguno de los hombres ha sido nombrado sospechoso de su desaparición.
La jueza federal Tanya Pratt desestimó la demanda contra los acusados. En 2013, Pratt desestimó la demanda contra Beth, dictaminando que no tenía el deber de cuidar a Spierer. Los padres de Spierer alegaron en la demanda que Beth había asumido el "deber de cuidarla" cuando le ofreció un lugar para dormir y luego la acompañó al departamento de Rosenbaum. En 2014, Pratt desestimó la demanda contra los otros dos, declarando: "Desafortunadamente, podría haber una serie de teorías sobre lo que le sucedió a Lauren y qué lesiones, si es que hubo alguna, pudo haber sufrido. Sin evidencia para probar estas teorías, sería imposible para un jurado determinar si lo que le sucedió a Spierer fue una consecuencia natural y probable de su intoxicación, sin ningún otro acto que interrumpa la cadena causal". Los padres de Spierer decidieron apelar el fallo.
Los abogados de Rossman, Rosenbaum y Beth declararon que sus clientes cooperaron de manera plena con la policía y los investigadores privados contratados por la familia Spierer, y que todos habían aceptado realizar pruebas poligráficas. "Han sido entrevistados y entrevistados y entrevistados, y decir que han sido poco entusiastas no es exacto", dijo Chapman, abogado representante de Beth y Rohn.

## Investigación adicional
En abril de 2015, la policía de Bloomington anunció que estaban investigando un posible vínculo entre la desaparición de Lauren y el asesinato de otra estudiante de la Universidad de Indiana llamada Hannah Wilson, que había desaparecido el 24 de abril de 2015, después de visitar el mismo bar donde estaba Spierer la noche en que desapareció. Wilson fue vista por última vez subiéndose a un taxi frente a Kilroy's. Su cuerpo fue encontrado a la mañana siguiente en el condado de Brown (Indiana). Un hombre llamado Daniel Messel fue arrestado por el asesinato después de que su teléfono móvil fuera descubierto cerca del cuerpo. Los padres de Spierer declararon previamente que no creían que la desaparición de Lauren fuera un secuestro aleatorio. En julio de 2015, el investigador privado Bo Dietl concluyó que los dos casos no estaban relacionados y que cualquier similitud entre los dos casos era una coincidencia.